# Orquestra Sinfônica da Bahia
A Orquestra Sinfônica da Bahia (OSBA) é uma orquestra brasileira fundada em 1944 pelo Padre Luiz Gonzaga de Mariz, padre jesuíta ligado ao Colégio Antônio Vieira de Salvador. Extinta, ela foi refundada em 30 de setembro de 1982 e é um dos corpos artísticos do Teatro Castro Alves. A orquestra é mantida pelo governo da Bahia, através da Fundação Cultural do Estado da Bahia (Funceb), órgão da Secretaria de Cultura e Turismo (Secult).
Dentre os vários maestros que regeram a OSBA destacam-se Isaac Karabtchevsky, Jaques Morelenbaum, Osvaldo Colarusso, Alex Klein e Olivier Cuendet. Seu regente atual e diretor artístico é o maestro e oboísta Carlos Prazeres.
Também já se apresentaram juntamente com a orquestra o tenor lírico Luciano Pavarotti, Montserrat Caballé e Milla Edelman, além da cantora brasileira Gal Costa. A orquestra teve ainda apresentações ao lado do Ballet Kirov, Ballet Bolshoi e Ballet da Cidade de Nova Iorque.[carece de fontes?]

## Discografia[carecede fontes?]
- Sonhos de Castro Alves — álbum comemorativo dos 150 anos de nascimento de Castro Alves
- Sinfonia Baiana — coletânea de composições de músicos baianos)
- Brasileiros